# Пэт Гэрретт и Билли Кид
«Пэт Гэрретт и Билли Кид» (англ. Pat Garrett & Billy The Kid) — художественный фильм Сэма Пекинпы 1973 года в жанре вестерн. Фильм о Билли Киде — одном из самых знаменитых героев Дикого Запада. Первая актёрская работа Боба Дилана, который также стал композитором фильма.

## Сюжет
1881 год. Нью-Мексико. Пэт Гэрретт и Билли Кид — преступники. Гэрретт вовремя понимает, что времена меняются, и переходит на сторону закона, став шерифом. Теперь он должен уничтожить банду своего друга Билли Кида. Билли Кид был членом окружного отряда «Регуляторы» — Билли Кида. После поражения в войне в округе Линкольн, регуляторы были объявлены обычными бандитами, а ордера на арест «оборотней в погонах», которых пытались арестовать регуляторы аннулированы. 
Преследуемый жестоким и расчётливым законником, неуловимый и бесшабашный романтик Билли Кид бежит из города с остатками своей шайки. И, несмотря на постоянное везение и немалый авторитет, завоёванный у простых мексиканцев, его настигает, в конце концов, неумолимая пуля Гэрретта. Однако разделавшийся со своим бывшим сообщником и получивший солидный гонорар шериф не только не заслуживает народного уважения, но и не находит себе душевного успокоения…

## В ролях
- Джеймс Коберн — Пэт Гэрретт
- Крис Кристофферсон — Билли Кид
- Ричард Джекел — шериф Кип Маккинни
- Кэти Хурадо — миссис Бэйкер
- Чилл Уиллс — Лемюэль
- Барри Салливан — Джон Чизум
- Джейсон Робардс — губернатор Лью Уоллес
- Боб Дилан — Элиас
- Р. Г. Армстронг — помощник шерифа Боб Олинджер
- Люк Эскью — Ино
- Джон Бек — Джон У. По
- Ричард Брайт — Холли
- Мэтт Кларк — помощник шерифа Дж. У. Белл
- Рита Кулидж — Мария
- Джек Додсон — Луэллин Хауленд
- Джек Элам — Аламоса Билл / Кермит
- Эмилио Фернандес — Пако
- Пол Фикс — Пит Максвелл
- Л. К. Джонс — Чёрный Харрис
- Слим Пикенс — шериф Колин Бэйкер
- Хорхе Руссек — Сильва
- Чарльз Мартин Смит — Чарли Боудри
- Гарри Дин Стэнтон — Люк
- Джон Дэвис Чандлер — Норрис
- Аурора Клавель — Айда Гэрретт
- Рутаня Альда — Рати Ли
- Уолтер Келли — Руперт
- Руди Вурлицер — Том О’Фолльярд
- Элиша Кук-мл. — Коуди
- Джин Эванс — мистер Хоррелл
- Даб Тейлор — Джош
- Сэм Пекинпа — Уилл, гробовщик (нет в титрах)
- Брюс Дерн — помощник шерифа (нет в титрах)